# Yannick Noah
Yannick Noah (Sedan, Franciaország, 1960. május 18. –) francia hivatásos teniszező és énekes. Legnagyobb eredménye az 1983-as Roland Garroson elért sikere, amivel ő Franciaország egyetlen egyéni Grand Slam-győztese az open érában. Arthur Ashe mellett ő a másik fekete férfi, aki egyéniben Grand Slamet nyert. Összesen 23 egyéni és 16 páros ATP-tornán aratott győzelmet. Legjobb helyezése a világranglistán a 3. volt, párosban viszont összesen 19 hétig világelső is volt. 1991-ben Davis-kupa győzelemhez vezette Franciaország csapatát, amit 1996-ban megismételtek. Noah tette népszerűvé a láb közötti ütéseket a teniszezők körében. 2005-ben beválasztották az International Tennis Hall of Fame tagjai közé.
Apja kameruni származású, a CS Sedan Ardennes-ben futballozott. Fia, Joakim az NBA-ben, a Chicago Bulls csapatában kosárlabdázott. Visszavonulása után zenei karrierbe kezdett, több albuma is megjelent. Fellépett Bob Geldof Live 8 jótékonysági koncertjén is.

## Grand Slam-döntői

### Egyéni

#### Győzelmei (1)
| Év   | Helyszín      | Ellenfél a döntőben | Eredmény a döntőben |
| ---- | ------------- | ------------------- | ------------------- |
| 1983 | Roland Garros | Mats Wilander       | 6–2, 7–5, 7–6       |

### Páros

#### Győzelmei (1)
| Év   | Helyszín      | Partner       | Ellenfelek a döntőben     | Eredmény a döntőben     |
| ---- | ------------- | ------------- | ------------------------- | ----------------------- |
| 1984 | Roland Garros | Henri Leconte | Pavel Slozil / Tomas Smid | 6–4, 2–6, 3–6, 6–3, 6–2 |

#### Elvesztett döntői (2)
| Év   | Helyszín      | Partner       | Ellenfelek a döntőben         | Eredmény a döntőben     |
| 1985 | US Open       | Henri Leconte | Ken Flach / Robert Seguso     | 7–6, 6–7, 6–7, 0–6      |
| 1987 | Roland Garros | Guy Forget    | Anders Järryd / Robert Seguso | 7–6, 7–6, 3–6, 4–6, 2–6 |